# 陳肇敏
陳肇敏（1940年7月10日—），中華民國空軍二級上將退役，日治臺灣臺中州員林郡溪湖街（今彰化溪湖）人，為江國慶案空軍作戰指揮營區指揮官，事件受當時案發上級空軍政戰部指導偵辦重要證人，涉嫌疑犯上級才是該被法辦而被衍飾。
過去為前總統李登輝、陳水扁兩人愛將，曾任國防部部長與空軍總司令，2002年因備受陳水扁欣賞而獲升為國防部軍備副部長，後期拒絕陳水扁要他出任退輔會主委的邀請，並加入陳水扁三一九槍擊案真相調查委員會。2008年，馬英九就任總統，他不顧社會反對下，讓陳肇敏出任馬英九政府首位國防部部長，也是史上第二位臺灣本省籍國防部部長。是繼唐飛與李天羽以來，第三位空軍出身的國防部部長。
2012年4月，因涉嫌江國慶案重創國防部形象與民眾對於國家司法的信任，遭監察院認定重大疏失。

## 國防部長任內言行

### 因本省人背景而出任國防部長
2008年，馬英九當選總統，當時陳肇敏已退伍，馬英九卻挑選離開軍中四年之久的陳肇敏出任。除了有為多人強爭大位的局面解套外，陳肇敏的臺灣本省籍背景可能是獲得出線的重要原因之一。

### 陳水扁319槍擊案失言事件
2008年5月21日，陳肇敏以新任國防部長身份列席立法院國防委員會備詢時，曾經語出驚人地表示三一九槍擊案「陳水扁肚子的槍傷，根本就不是在2004年3月19日當天在台南市金華路第一現場所造成。」等話，曾引起一陣譁然。

### 88風災拍照延宕救災進度事件
2009年8月，因莫拉克颱風造成南臺灣的八八水災，當時雖有許多台灣媒體認為軍方救援不力，但陳肇敏仍未強迫軍方在13級強風豪雨中上山。8月13日，陳肇敏抵達臺東知本溪視察工兵搭橋進度時，救災官兵為迎接部長而立正恭迎陳肇敏，陳肇敏當場下令工兵停下救災動作，以便和他一起拍團體照留念，國軍的救災工作因此被迫中斷40分鐘。8月19日，陳肇敏以救災不力為由向行政院院長劉兆玄遞出辭呈，下台負責；但劉兆玄在下午的記者會上表示，國防部長陳肇敏口頭請辭，9月初討論改組時一併考慮。目前這段時間，他請兩人全力投入救災與重建，不要懈怠。2009年9月10日，劉兆玄內閣總辭，陳肇敏也隨之下台，由退輔會主委高華柱接任。

## 江國慶案
1996年9月12日，位於臺北市大安區空軍作戰司令部營區內女童遭到姦殺身亡一案，空軍上兵江國慶遭軍方指控犯案，隔年迅速槍決，後證實為冤枉。
2010年時，監察院指其違反當時之軍事審判法，但重啟調查時已經過法律追訴期，難以懲誡。
2011年5月24日，檢方以本案發生於民國85年間，因距今已超過十年法定追訴期而無法追訴，本案以不起訴處份偵結。隔日下午5點，陳肇敏前往江家拜會江母遭到拒見。<台灣台北地方法院檢察署100年度偵字第10617號處分書>認定陳肇敏等人涉及冤殺江國慶，但以追訴期已過等理由，予以不起訴處分，北檢認為被告陳肇敏身為部隊主官，急於破案，棄軍事檢察官主導犯罪偵查權限於不顧，反裁示由未具軍法警察官或軍法警察之「反情報隊」接辦主導案件偵查，將江國慶冤殺。陳肇敏被列入江國慶案的「狗官名單」的18人之一。
2011年11月29日，國防部派員向台北地方法院遞狀，對陳肇敏等8人聲請假扣押。
國防部北部地方軍事法院2012年4月12日表示，江國慶案刑事補償事件，經過北部地方軍事法院15次求償審查會議，並邀請前國防部長陳肇敏等8人到庭答辯，只有當年的保防官鄧震環表示悔意，願意賠償，其餘涉案包括陳肇敏、曹嘉生、黃瑞鵬、柯仲慶、何祖耀、李植仁等6人，則加以悍拒。審查會議於是決議，表示悔意的鄧震環酌情賠償280萬元（並已繳交），其他人包括陳肇敏各求償新台幣1,474萬714元，總計求償9,124萬4,284元。這是刑事求償法在去年修訂實施後，軍法求償額度最高的首例。
2014年7月，監察委員指出，當年陳肇敏親筆寫了8張小紙條干涉辦案，只採取對江國慶不利的證據，造成軍方無法獨立審判。

## 空軍桃園基地彈藥庫遭竊案
1999年10月3日，空軍桃園基地指揮部Ｂ區彈藥庫遭竊一案，軍方調查人員誣指該基地的王姓、蘇姓與羅姓三名士兵涉案，三員遭刑求與毆打，甚至威脅活埋。三名士兵在屈打成招後，真兇則因犯下他案而被捕，三人獲改判無罪，辦案軍官也被陳肇敏撤職。
江國慶案發生時的空軍作戰部司令是陳肇敏，彈藥庫遭竊案時空軍總司令為陳肇敏，陳肇敏本人認為已被槍決之江國慶當時在他面前的下跪是因為犯案而要表達歉意，至今仍未表達刑求與誤殺江國慶一案表示歉意與悔意，並拒絕道歉與認錯；在江案爆發前，還曾接受訪談將此事當成功績炫耀。

## 媒體評論和輿論看法
- 對於兒子江國慶遭冤殺，江母主張要告陳肇敏為首的官員們殺人罪，江母王彩蓮說道：「告他們殺人罪啊！這個不是誤判、不是誤殺，這是謀殺！[15]」
- 江國慶的叔叔江支昌在電視談話節目痛斥道，前國防部長陳肇敏等九名軍官都是「共同殺人犯」，而且陳肇敏不承認錯誤，還認為這個案子破得漂亮，根本已經沒有心肝，「江國慶一條命，換來他們的升官」。江支昌認為，國賠是花國人的錢，應該拿陳肇敏等九名軍官的財產來賠才對，還說道：「甚麼是追訴期已過？根本是包庇、官官相護，這是謀殺，應以殺人罪處刑。[16]」
- 對於江國慶冤案，立委羅淑蕾認為陳肇敏是殺人犯。羅淑蕾說：「他心裡一輩子都不會安，不管他到哪裡去，人家都是把他當殺人犯看待。[17]」
- 立委邱毅表示，江國慶案是檢察官刻意錯用法條，幫當年陳肇敏等九名軍官脫罪；他將到台北地檢署，告發前國防部長陳肇敏等當年軍方人員殺人罪。邱毅指出，江國慶案偵結，相關的九名軍官都獲不起訴處分，原因包括法定追訴期已過等之原因。邱毅認為，其實是檢察官引用刑法304條強制罪，因此追訴期只有十年，但就當時情境，不論刑法125條濫權追訴罪、刑法126條凌虐人犯罪，甚至是「殺人罪」等，追訴期都長達20年或30年；檢察官運用資訊優勢，刻意錯用法條來幫助九名軍官脫罪。邱毅並指出，法務部稱濫權追訴罪只適用司法官，但當年這九名軍方人員已有辦案之實，就已經是實質上執行司法工作的「身分犯」，不可卸脫法律刑責。邱毅說道：「即使相關法條都不能適用，難道冤殺江國慶，沒有「殺人罪」的嫌疑嗎？」邱毅在告發狀指出，這陳肇敏等九名軍官顯為殺人罪的共謀共同正犯[18]。
- 民進黨於記者會表示，江國慶案包括前國防部長陳肇敏等九名軍官不起訴，總統馬英九卻僅以「檢討追訴期」回應，這是在轉移焦點，因為這是特偵組官官相護，故意引用錯誤法條[18]。
- 中華民國國防部軍事發言人羅紹和少將於記者會上以「人神共憤」形容陳肇敏等造成江國慶冤死的官員[19]。

## 荣誉

### 中华民国勋章奖章
- 一等功绩奖章（行政院，2009年9月10日颁发[20]）

## 外部連結
- 行政院全球資訊網 ─ 陳肇敏 先生 （页面存档备份，存于）

| 军职             | 军职                                               | 军职          |
| ---------------- | -------------------------------------------------- | ------------- |
| 中華民國國防部   |                                                    |               |
| 前任： 黃顯榮    | 空軍總司令 第十四任 1998年6月10日－2002年2月28日   | 繼任： 李天羽 |
| 中華民國政府職務 |                                                    |               |
| 行政院           |                                                    |               |
| 前任： 蔡明憲    | 國防部部長 第二十七任 2008年5月20日－2009年9月10日 | 繼任： 高華柱 |